# おちをつけなんせ
『おちをつけなんせ』は、2019年10月2日にYouTube Japan公式チャンネルにて公開された日本映画。

## 概要
映画『「おちをつけなんせ』はのんにとって初の監督作品。女優のんが脚本・監督・主演し、そのほかスタッフの作業も兼務して映画製作を行った。YouTube Originals『のんたれ（I AM NON）』を通して制作された映画。ロケ地は、岩手県遠野市。

## のんたれ（I AM NON）
映画「おちをつけなんせ」の制作過程を追ったYouTube Originalsのドキュメンタリー。映画とあわせて、YouTube Japan 公式チャンネルにて配信された。
エピソード10本の動画を通して対談や映画『おちをつけなんせ』撮影現場の様子を紹介している。
女優のんが監督初挑戦にあたり、映画製作について是枝裕和監督から「自己表現と自己表出の違い」について指導を受ける。脚本の第一稿を書いたのんは、片淵須直監督に見てもらい、脚本の書き方や物語の起承転結についてのアドバイスを受けた。共演する女優桃井かおりとは、女優兼監督の先輩にあたり撮影現場で助言をうける。
映画公開と同時にトークショーの動画もLIVE配信され、1年半に及ぶ制作についてのん監督へのインタビューが行われた。途中から「のんたれ」のナレーションを担当した女優蔵下穂波もゲスト出演している。蔵下は、映画本編で主人公の親友役を演じ、のんと共演している。番組後半では、事前にTwitterで募集された質問に答える時間が設けられた。
女優桃井かおりとは、後日のんがナビゲーターを担当するラジオ番組「J-WAVE TOPPAN INNOVATION WORLD ERA」（2020年7月19日放送回）にて、まったく同じイメージを共有できる役者がいるっていうのはすごく楽、是枝監督が「スタッフにわからせるために台本は必要」と言っていたなど、本映画について意見交換している。

## キャスト
- 早池峰留見：のん（主演）- 高校2年生。
- 希枝・河童：蔵下穂波 - 主人公留美の親友
- 不良妖怪：松永拓野、深澤嵐
- お母さん：春木みさよ
- お父さん：菅原大吉
- おばあちゃん：桃井かおり - 留美と留美の両親と同居していたが家を出て山小屋に引っ越す。
- 語り部の声：細越澤史子
- バスの車掌：滝浦嘉紀

## スタッフ
- 監督 = のん
- 脚本 = のん

- 監督補佐 = 蔵下穂波
- 助監督 = 加藤毅
- 制作進行 = 佐々木昌彦、寺澤樹里、小野寺朝、八巻一則、菊地茉理子
- 撮影サポート = 瀬尾美智子
- 撮影助手 = 中村純一、藤瀬考昭、中西祐介、新藤早代
- 照明サポート = 加藤祐一
- 照明助手 = 付岡友裕、大谷則人、萩原伸博、西本知里
- 美術 = 吉沼慶二、吉川康実、田中真也、村山俊之、田中由紀夫、大河内哲也
- ロケーションコーディネート = 倉科吉秀
- 録音 = 渡辺寛志
- 録音助手 = 大関奈緒
- 衣装 = 飯島久美子、山口えりさ
- ヘアメイク = 菅野史絵、森かおり、根本佳江、舟生美帆、木津陽子（桃井かおり担当）
- 車両 = エステイ、南部テック
- 音楽 = 岩崎なおみ、若森さちこ、ヒグチケイ（いずれもノンシガレッツ）
- レコーディングエンジニア = 飯尾芳史
- カラーグレーディング =  石川洋一
- オンライン編集 = 塚本陽大
- 協力 = チームのん
- 製作 = のんたれ製作委員会ほか

## 外部サイト
- 『のんたれ（I AM NON）』(YouTube Originals)